# Sarcotragus fasciculatus
Sarcotragus fasciculatus är en svampdjursart som först beskrevs av Peter Simon Pallas 1766.  Sarcotragus fasciculatus ingår i släktet Sarcotragus och familjen Irciniidae. Inga underarter finns listade i Catalogue of Life.